# Symphysops
Symphysops (лат.) — род трилобитов среднего размера, относящийся к семейству Cyclopygidae. Имел широкое распространение, представители жили от среднего до верхнего ордовика (от лланвирна до ашгилла). Ископаемые остатки, относимые к роду, найдены в Канаде (Квебек и Ньюфаундленд), Китае, Чехии (Богемия), Иране, Ирландии, Казахстане, Польше, Марокко, Испании, Великобритании (Шотландия и Уэльс).

## Этимология
Название рода образовано сочетанием древнегреческих слов σύν (син) «вместе», φύσις (физис) «рост» и ὄψις (опсис) «зрение», относящихся к сросшимся глазам, обычным для видов этого рода. Некоторые из (под)видов родов циклопигид Cyclopyge и Pricyclopyge разделяют этот признак, но представители Symphysops уникально сочетают слитый глаз с фронтальным шипом на голове и «нижним веком».

## Описание

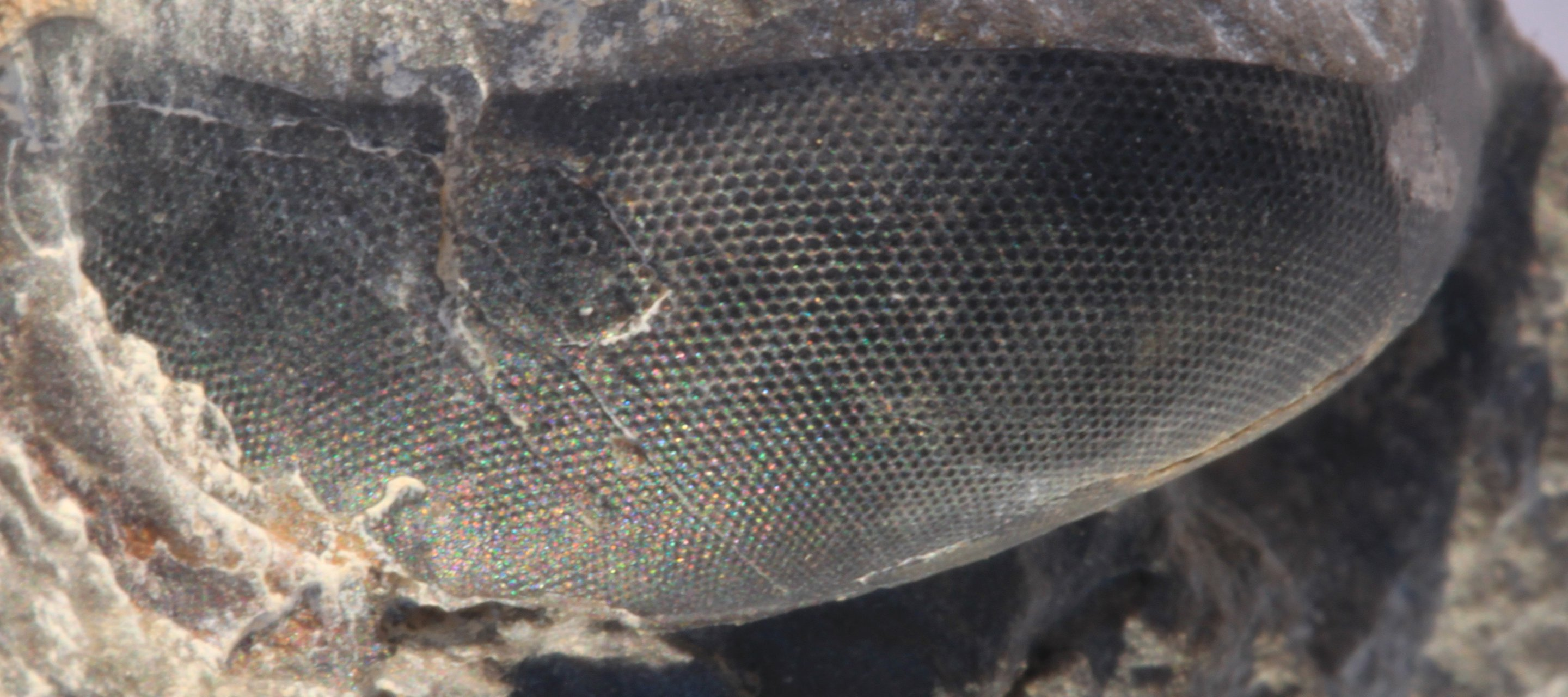

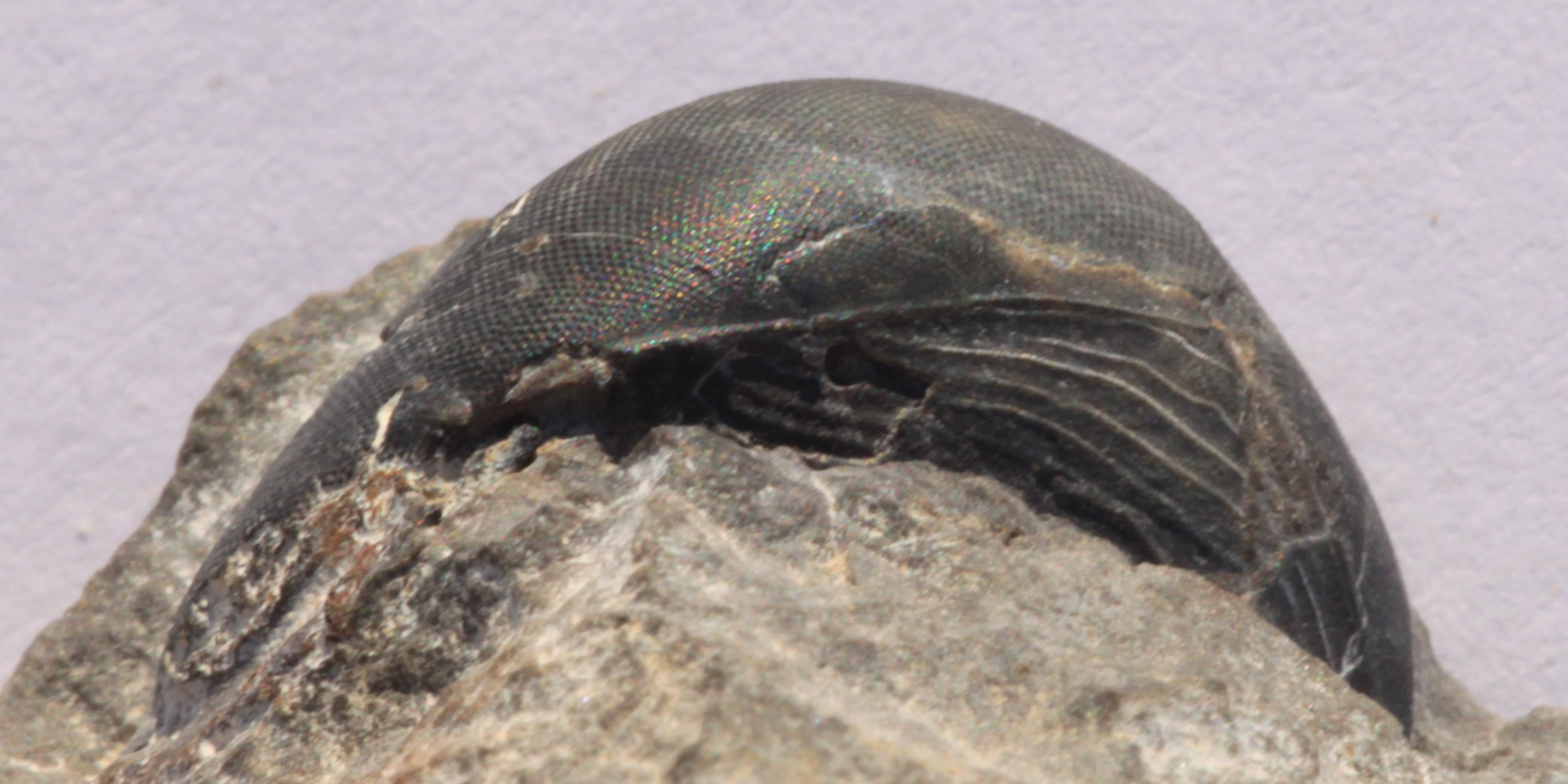
Набор объединенных глаз

Представители характеризуются большими глазами, которые сливаются на передней части головы (цефалона), образуя нечто похожее на козырёк с широкой свободной щекой сзади. Остальная часть головного мозга заполнена глабелью, которая у большинства видов переходит в остроконечный шип на его лобном конце. Затылочное кольцо невозможно отличить от остальной глабели, которая имеет две пары поперечных борозд, задняя пара отчётливая, а передняя пара очень неглубокая. Грудь (торакс) состоит из шести сегментов, на переднем сегменте расположены плевральные шипы, направленные назад.

## Экология
Виды имеют черты, обычно связанные с пелагическим образом жизни, среди которых: очень большие глаза, компактная грудная клетка и признаки сильной мускулатуры. У некоторых более поздних циклопигидов прогрессирующее увеличение привело к переднему слиянию глаз. Учитывая вес спинного экзоскелета, циклопигиды, вероятно, плавали вверх ногами, в отличие от некоторых современных ракообразных, ведущих пелагический образ жизни.
Часто встречается вместе с другими пелагическими трилобитами, такими как Cyclopyge, Degamella, Opipeuterella и Carolinites.

## Виды
- S. armatus (Барранд, 1872)typus синоним Aeglina armata
- S. dejhaglensis (Колова, 1936)
- S. mitrata (Новак, 1883) синоним Aeglina mitrata [3]
- S. sinensis (Хан, 1983)
- S. spinifera (Купер и Киндо, 1936)
- S. stevaninae (Лопес-Сориано и Корбачо, 2012)
- S. subarmatus (Рид, 1914)
  - S. subarmatus subarmatus
  - S. subarmatus elongatus (Келан, 1959)
- S. sulcatus (Барранд, 1872) синоним Aeglina sulcata.